# 小田惇平
小田 惇平（おだ じゅんぺい、1991年4月26日 - ）は、日本の元子役。

## 出演作品

### テレビドラマ
- 土曜ワイド劇場 時よとまれ（1995年）
- サラリーマン金太郎2 第9話「ライバルは金太郎!?」（2000年）
- やまとなでしこ 第1話「ずっと探してた人」・第7話「素直になれなくて」（2000年）- 桜子の兄弟たち 役
- 川、いつか海へ 6つの愛の物語 第3話（2003年）